# 重臣会議
重臣会議（じゅうしんかいぎ、旧字体：重臣會議）は、日本で昭和の戦前から戦中に後継の内閣総理大臣の選定や国家の最重要問題に関して意見を具申した会議である。天皇の諮問により必要に応じて内大臣が召集して主宰した。構成員は重臣とされた内閣総理大臣経験者と枢密院議長に、主宰者の内大臣が加わった。最後の元老である西園寺公望の最晩年から、元老の機能を引き継いで始まり、戦後に内大臣府が廃止されるまでたびたび開催された。

## 沿革
明治以後、内閣総理大臣は元老が選定したが、大正時代末期は元老が西園寺公望ただ一人となった。元老の補充に山本権兵衛などが候補に擬せられたが、古い元老制度を廃止して憲政の常道に従った機械的な首相後継制度を意図する西園寺は、将来を考える内大臣の牧野伸顕の助言に対して元老の追加に同意せず、五・一五事件による政党内閣の崩壊と軍部の台頭と自身の高齢化により、西園寺が単独で後継を選定することは不可能な状態となった。1933年（昭和8年）に西園寺を助ける目的で重臣制度が設けられ、総理大臣経験者と枢密院議長が元老西園寺とともに会議を開いて後継を選定した。五・一五事件後の後継首相奏薦でも元老は首相経験者から意見を聴取しているが、正式な手続きとして定められたものではなかった。
二・二六事件による岡田内閣総辞職時は重臣会議が開催されず、阿部内閣成立時まで開催されなかった。米内内閣成立時は内大臣が一部の重臣から意見を聴取し、米内内閣総辞職の後に再び重臣会議が開催された。
1940年（昭和15年）11月に西園寺が死去したのちは、内大臣が重臣会議を招集して重臣らに後継総理大臣の選定などを諮問する形式へ変更され、1945年（昭和20年）4月の小磯内閣総辞職時まで継続した。1945年8月15日の鈴木貫太郎内閣総辞職と10月9日の東久邇宮内閣総辞職時は終戦直後の混乱期も重なり重臣会議は招集されず、木戸幸一内大臣と平沼騏一郎枢密院議長の二人のみによる形式上の会議で後継首班が選定され、11月24日に内大臣府が廃止されて主宰者を失った重臣会議も自然消滅した。1946年（昭和21年）5月の幣原内閣総辞職時は、幣原本人が前任者として後任者を選定して奏薦した。

## 次期首相奏薦に伴う重臣会議の出席者
括弧内の「枢相」は枢密院議長、「内府」は内大臣。
- 1934年（昭和9年）7月 - 斎藤・清浦・若槻・高橋・一木（枢相）・牧野（内府）・西園寺（元老）らが岡田啓介を奏薦した。
- 1940年（昭和15年）7月 - 若槻・岡田・広田・林・平沼・近衛・原（枢相）・木戸（内府）らが近衛文麿を奏薦した。
- 1941年（昭和16年）7月 - 若槻・岡田・広田・阿部・米内・原（枢相）・木戸（内府）らが近衛文麿を奏薦した。
- 1941年（昭和16年）10月 - 清浦・若槻・岡田・広田・林・阿部・米内・原（枢相）・木戸（内府） らが東条英機を奏薦した。
- 1944年（昭和19年）7月 - 若槻・岡田・広田・近衛・阿部・米内・原（枢相）・木戸（内府）らが小磯国昭を奏薦した。
- 1945年（昭和20年）4月 - 若槻・岡田・広田・近衛・平沼・東条・鈴木（枢相）・木戸（内府）らが鈴木貫太郎を奏薦した。

## 機能
重臣は、制度導入当初は「内閣総理大臣の前官礼遇を賜りたる者及び枢密院議長」とされ、前官礼遇は首相や国務大臣などの要職経験者を現職者に準じて礼遇する制度で一定期間の在職を要したが、陸軍出身の首相である林銑十郎と阿部信行が条件に満たず、陸軍に配慮して1940年に「首相経験者及び枢密院議長」と改正された。
重臣会議の構成員は、公式の会議以外でも一定の政治的同一性を有する集団とみなされることが多かった。1929年に張作霖爆殺事件の事後処理で田中義一首相が昭和天皇から叱責されて辞任した際に、昭和天皇を誑かす重臣グループの陰謀が原因とする主張が右翼らに発生した。天皇自身は昭和天皇独白録で「久原房之助などが、重臣「ブロック」と云う言葉を作り出し、内閣の倒けたは重臣達、宮中の陰謀だと触れ歩くに至った」と述べている。のちに国家主義者らに重臣たちを「君側の奸」とみなす見方が広まり、1932年の五・一五事件や1936年の二・二六事件では当時の首相や大臣と共に重臣も暗殺の対象とされた。太平洋戦争中に東條英機首相の指導体制に不満が高まると、重臣の岡田啓介を中心に東條内閣の倒閣が工作されて東條は辞任した。岡田らは重臣制度が消滅した戦後にも、昭和天皇の東京裁判訴追を回避する運動を協力して行っている。
天皇や首相が重臣から意見を聴くことも行われ、近衛文麿は「近衛上奏文」を上奏した。
退陣する首相が重臣会議に出席した例は1934年の斎藤実のみである。米内光政は陸軍による、東條英機は重臣による、それぞれの倒閣工作で総辞職したため、その後任を選ぶ重臣会議に出席することがはばかられた。近衛文麿は第三次内閣総辞職時に病気を理由に欠席し、他の重臣から、清浦奎吾が91歳という高齢と病躯（約1年後死去）を押して出席しているというのに近衛の病気というのはそれより悪いのか、と批判の声が飛んだ。